# Faro de Finisterre
El faro de Finisterre es un faro situado en el cabo Finisterre (La Coruña, Galicia, España) construido en 1853.

## Historia y características

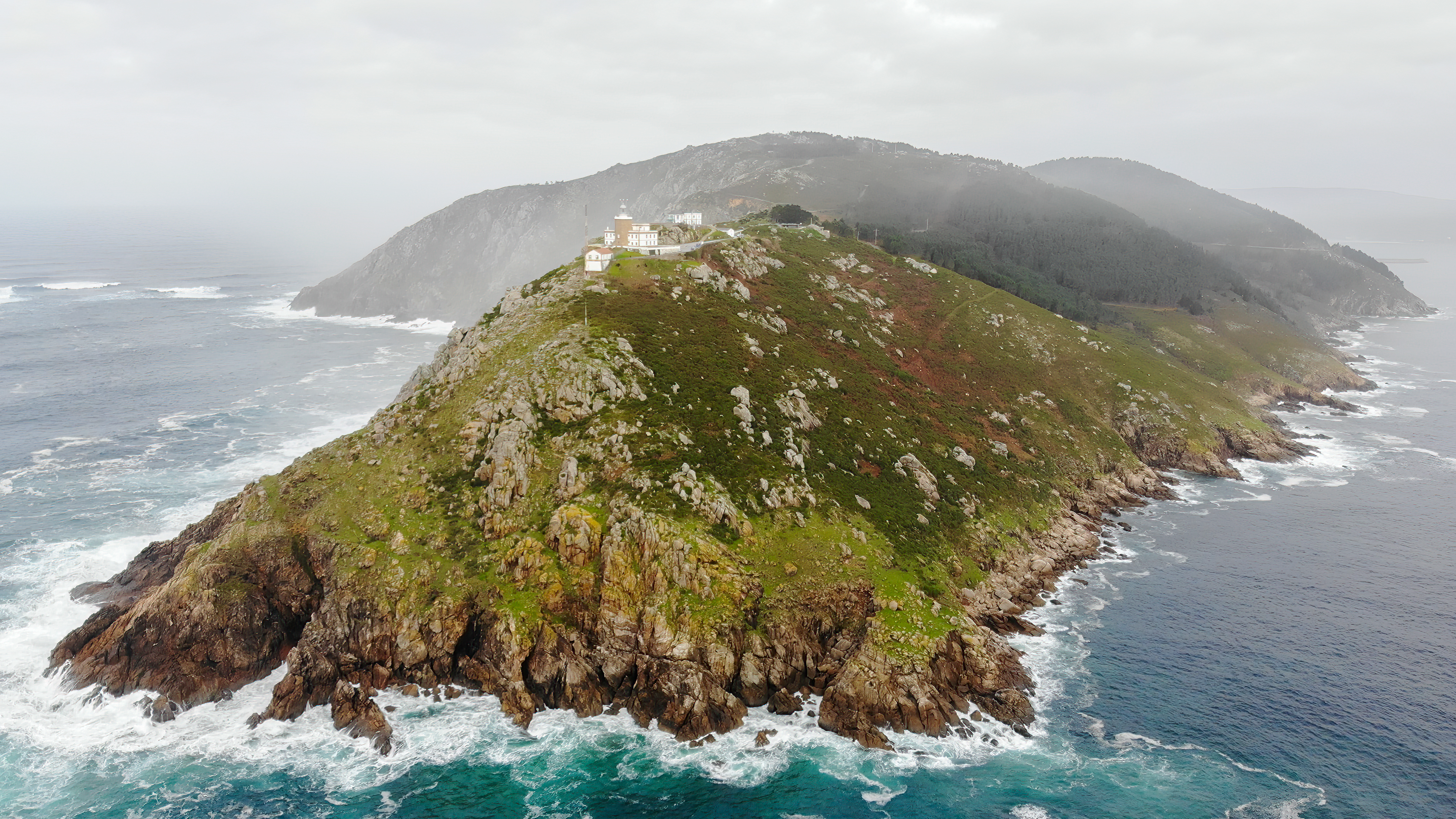
Vista aérea del cabo y el faro

La torre es de cantería y base octogonal, de 17 m de alto con una cornisa sobre la que se apoya la balconada. La bóveda tiene una linterna poligonal. Su luz, situada a 143 m sobre el nivel del mar, consigue más de las 23 millas náuticas. La constante niebla del invierno provocó que se le añadiera una sirena en 1888, la Vaca de Fisterra, para avisar a los navegantes del peligro existente. 
El hecho de que esta punta fuera el Finis Terrae para los antiguos hizo que nacieran sobre ella una serie de leyendas. A pesar de la existencia del faro, la zona fue escenario de naufragios, como en 1870, cuando se hundió el Monitor Captain, llevando 482 personas de su tripulación en el suceso más luctuoso de esta costa. 